# Guams flagga
Guams flagga antogs den 9 februari 1948 för det amerikanska autonoma territoriumet Guam när den röda kanten infördes. Förhållandet bredd/längd är det ovanliga 22:41. 